# Стайнс, Юми
Ю́ми Та́сма Стайнс (англ. Yumi Tasma Stynes; род. 2 июня 1975, Суон-Хилл, Виктория, Австралия) — австралийская журналистка, телеведущая и радиоведущая.

## Биография
Юми Тасма Стайнс родилась 2 июня 1975 года в Суон-Хилле (штат Виктория, Австралия) в семье австралийца Дэвида Стайнса и японки Ёсико Стайнс. У Юми есть брат и две сестры. Стайнс провела свои подростковые годы в Мельбурне до того, как переехать в Сидней для работы на «Channel V Australia».

## Карьера
Юми начала свою журналистскую карьеру в 200 году. Помимо работы на «Channel V Australia», Стайнс также была соведущей Крисси Суон в «3PM Pick-Up» в августе 2011—августе 2012 годов, а с января 2013 года она ведёт утреннюю программу на «Mix 106.5».

## Личная жизнь
В 2000—2008 года Юми состояла в фактическом браке с музыкантом Беном Эли. У бывшей пары есть две дочери — Анук Эли (род.2003) и Ди Ди Эли (род.2005).
С октября 2012 года Юми замужем за Мартином Бенделером, с которым она встречалась год до их свадьбы. У супругов есть двое детей — дочь Мерси Бенделер (род.30.05.2014) и сын (род.15.10.2015).